# Скорый (эсминец, 1949)
 «Скорый» — советский эскадренный миноносец проекта 30-бис. После 29 июня 1958 года — передан польским ВМС, переименован в эсминец «Wicher» («Вихер»).

## История строительства
Зачислен в списки ВМФ СССР 7 октября 1948 года. Заложен на заводе № 190 им. А. А. Жданова 15 февраля 1949 года (строительный № 603), спущен на воду 14 августа 1949 года. Корабль принят флотом 26 сентября 1950 года, 28 января 1951 года на корабле был поднят советский военно-морской флаг, тогда же эсминец вступил в состав Советского Военно-Морского Флота.

## Служба
С 28 января 1951 года «Скорый» входил в состав 4-го ВМФ, а с 24 декабря 1955 года в связи с расформированием 4-го ВМФ вошёл в состав Краснознамённого Балтийского Флота. 29 июня 1958 года корабль передали ВМС Польши (с переименованием в «Wicher» и 4 августа 1958 года он был исключён из состава ВМФ СССР. В 1975 году разоружён и сдан польским командованием на слом.